# Мосякин, Кирилл Евгеньевич
 Мосякин Кирилл Евгеньевич (15 июня 1919, д. Святодуховка — 26 февраля 1954, с. Ерёмино, Тюменская область) — снайпер, пулемётчик Великой Отечественной войны, командир отделения автоматчиков 1-й роты 20-й танковой бригады, полный кавалер Ордена Славы.

## Биография
Кирилл Евгеньевич Мосякин родился в крестьянской семье в деревне Святодуховка в Казахстане. В школе учился в с. Андрюшино, закончил пять классов, затем работал в колхозе «Красный Рыбак».
10 сентября 1939 года призван служить в Красную армию.
В начале Великой Отечественной войны попал на Западный фронт снайпером в составе 87-го погранполка, где принял участие в в битве за Москву. За проявленную отвагу, проявленную в октябре 1942 года в ходе военной операции, и уничтожение шестнадцати вражеских солдат и офицеров награждён медалями «За отвагу» и «За боевые заслуги».
2 февраля 1943 года получил тяжёлое ранение. После восстановления направлен пулемётчиком в 20-ю танковую бригаду.
23 июля 1944 года во время наступательной операции в Польше в районе г. Седлец участвовал в отражении вражеских контратак, лично уничтожил более 20 немецких захватчиков, за что награждён орденом Славы 3-й степени.
15 февраля 1945 года в ходе наступательной операции в районе г. Радом в Польше со своим отделением первым бросился во вражескую траншею и лично уничтожил 2 офицеров, 15 солдат, а 5 взяли в плен, за проявленное мужество награждён орденом орденом Славы 2-й степени.
В апреле 1945 во время Берлинской наступательной операции в боях за Лихтенберг провёл своё отделение в тыл врага, посеяв панику в рядах противника, отделение уничтожило два противотанковых орудия, одну огневую точку и 29 вражеских солдат, дав возможность продвижению советских войск. За выполнение сложной боевой задачи получил Орден Славы I степени.
После демобилизации жил в селе Ерёмино Тюменской области, работал в бригадиром в колхозе «Заветы Ильича».

## Награды[7]
- Медаль «За отвагу» (14.12.1942)
- Орден Славы III степени (21.08.1944)
- Орден Славы II степени (08.03.1945)
- Орден Славы I степени (31.05.1945)
- Медаль «За победу над Германией в Великой Отечественной войне 1941—1945 гг.» (09.05.1945)

## Память
- Могильный памятник в селе Ерёмино Тюменской областиГерои страны. Мосякин Кирилл Евгеньевич, с. Ерёмино, на могиле,
- Мемориальная доска в селе Святодуховка[8],
- Мемориальная доска в селе Андрюшино[9].